# Macroctopus maorum
Macroctopus maorum is een inktvissensoort uit de familie van de Octopodidae. De wetenschappelijke naam van de soort werd voor het eerst geldig gepubliceerd in 1880 door Hutton.